# Lalli (Heinrich von Uppsala)

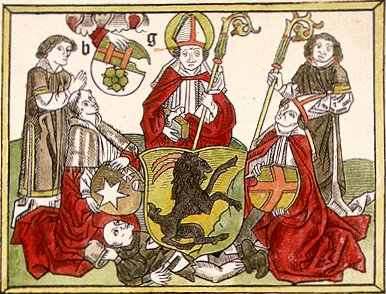
Die typische Darstellung des Heiligen Heinrich zeigt ihn mit Lalli, der kahlköpfig zu seinen Füßen liegt. Darstellung aus dem Messbuch Missale Aboense von 1488.

Der finnische Bauer Lalli war der Legende nach der Mörder von Heinrich von Uppsala, der im 12. Jahrhundert in Finnland die Christianisierung vorantrieb.
Heinrich von Uppsala soll der Überlieferung nach mit dem schwedischen König Erik IX. im Zuge des ersten schwedischen Kreuzzuges, der die Missionierung weiterer Teile Finnlands – die Südwestküste galt zu diesem Zeitpunkt schon als christianisiert – als Ziel hatte, nach Südwestfinnland gekommen sein.
Der Legende nach war Lalli Besitzer eines Landguts auf einer Insel des Sees Köyliöjärvi, der östlich des Ortes Köyliö liegt. Der Überlieferung nach habe Heinrich im Haus des Bauern Lalli Bewirtung von Lallis Frau verlangt. Als Lalli schließlich nach Hause zurückkam, erklärte seine Frau ihm die Geschehnisse mitsamt dem Detail, dass der Bischof für die erhaltene Verpflegung kein Entgelt entrichtete. Lalli verfolgte Bischof Heinrich und erschlug ihn auf dem zugefrorenen See bei der Insel Kirkkokari im Norden des Sees. Auf Abbildungen wird Lalli in der Regel mit einem Beil dargestellt, während Bischof Heinrich in einem Schlitten sitzt. Die Tat soll am 20. Januar 1156 stattgefunden haben. Allerdings gibt es hierfür keine genauen Quellen. Lallis Gut soll nach dem Mord in den Besitz der Kirche übergegangen sein.
Bischof Heinrich galt bis zur Reformation als Schutzheiliger und wurde dementsprechend auch in Finnland verehrt.
Auf der Insel Kirkkokari stand die erste Kirche des Ortes, die bis in das 15. Jahrhundert hinein genutzt wurde. 1955 errichtete man hier einen Gedenkstein. Nicht zuletzt wegen der großen Verehrung Heinrichs in Skandinavien vor allem unter der katholischen Minderheit gilt diese Insel als einziger Wallfahrtsort in Skandinavien. Jährlich wird vor Mittsommer eine katholische Messe auf der Insel abgehalten. Die Straße zwischen Nousiainen, dem Bischofssitz Heinrichs, und Köyliö ist eine etwa 140 Kilometer lange als Sankt-Henrik-Weg (Pyhän Henrikin tie) bekannte Wanderroute.

Wappen von Köyliö

In Kepola, einem Dorf in der Gemeinde Köyliö wurde 1989 eine von Aimo Tukiainen erstellte Lalli-Statue enthüllt. Jedes Jahr am Mittsommervorabend sammelt ein verkleideter „Lalli“ auf der Polsu-Brücke, die zur Insel Kirkkosaari führt, einen freiwilligen Brückenzoll ein. Der Erlös wird für wohltätige Zwecke gespendet.
Das Wappen der Gemeinde Köyliö führt die Mitra Heinrichs und Lallis Beil.
In der 2004 von Yleisradio ausgestrahlten Fernsehsendung Suuret Suomalaiset („Große Finnen“) wurde Lalli auf Rang 14 der größten Finnen gewählt. Ein Sportverein in Köyliö trägt den Namen Köyliön Lallit.